# Weltraumwirtschaft
Die Weltraumwirtschaft umfasst laut einer Definition der Organisation für wirtschaftliche Zusammenarbeit und Entwicklung „alle Aktivitäten und die Nutzung von Ressourcen, die im Zuge der Erforschung, des Verständnisses, des Umgangs mit und der Nutzung des Weltraums Werte und Vorteile für den Menschen schaffen und bereitstellen“. Damit zählen nicht nur Aktivitäten im Weltraum selbst zur Weltraumwirtschaft, sondern auch der Unterhalt der damit verbundenen Infrastruktur auf der Erde wie z. B. die Fertigung von Raketen oder Satellitensystemen. Die Weltraumwirtschaft befindet sich derzeit noch in einem frühen Entwicklungsstadium, hatte 2023 jedoch bereits ein Volumen von ca. 570 Milliarden US-Dollar. Knapp 80 Prozent davon wurden vom privaten Sektor erbracht.

## Geschichte

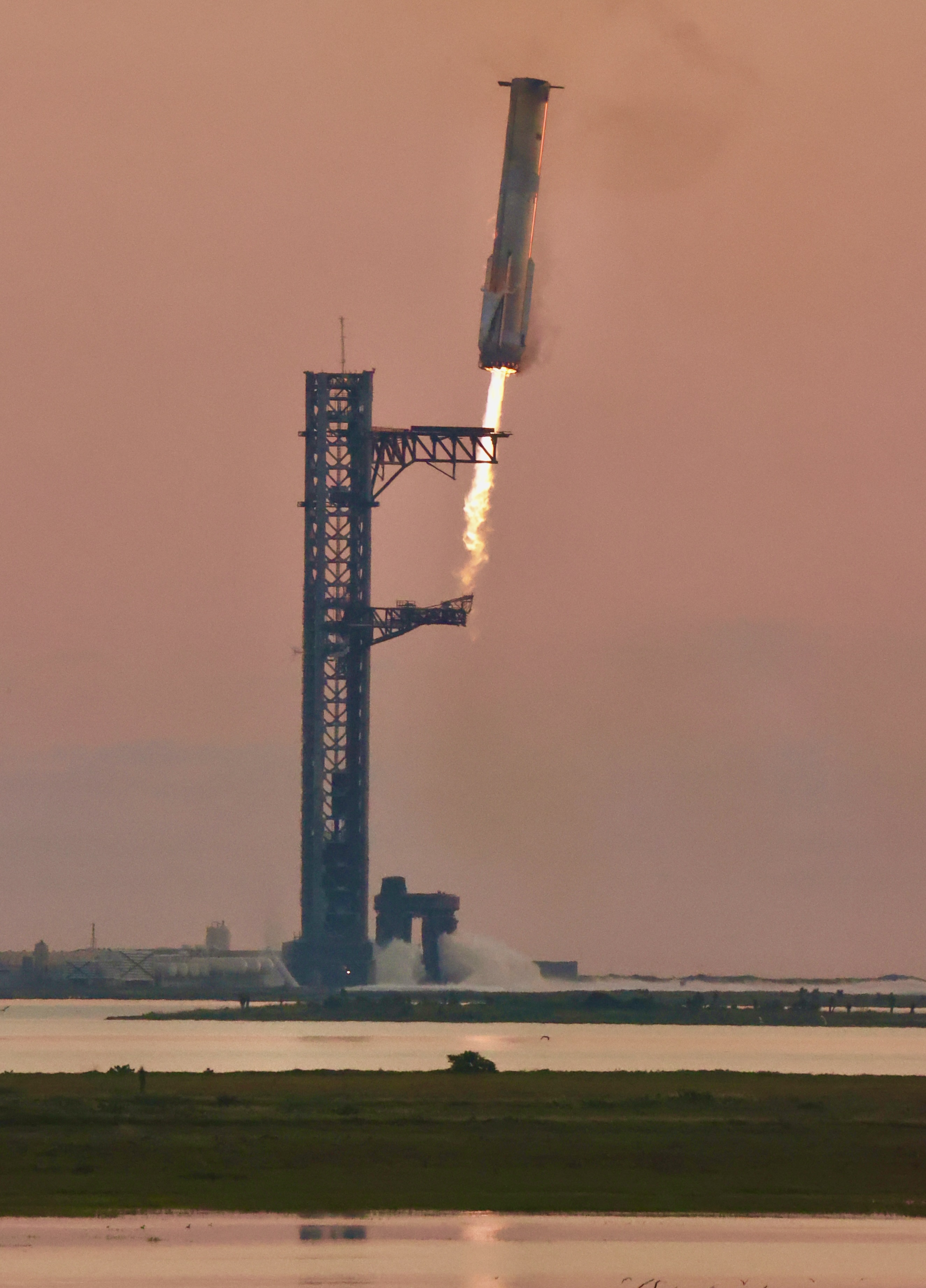
Wiederverwertbare Rakete Starship von SpaceX bei einem Testflug (2024)

Die erste kommerzielle Nutzung von Satelliten dürfte der 1962 gestartete Satellit Telstar 1 gewesen sein, der erste privat finanzierte Weltraumstart, der von AT&T und Bell Telephone Laboratories finanziert wurde. Telstar 1 war in der Lage, Fernsehsignale über den Atlantik zu übertragen, und war der erste zivile Satellit, der Live-Fernsehen, Telefonsignale, Fax und andere Datensignale übertrug. Am 6. April 1965 brachte die Hughes Aircraft Company den Kommunikationssatelliten Intelsat I in eine geosynchrone Umlaufbahn über dem Atlantischen Ozean. Intelsat I wurde für die Communications Satellite Corporation (COMSAT) gebaut und zeigte, dass satellitengestützte Kommunikation kommerziell umsetzbar war. 1980 wurde die europäische Arianespace zum ersten kommerziellen Anbieter von Trägerraketenstarts. Der erste Start von Arianespace erfolgte am 23. Mai 1984 und brachte den US-Telekommunikationssatelliten Spacenet 1 in die Umlaufbahn.
Ein wichtiger Katalysator für die weitere Entwicklung der Weltraumwirtschaft war der Aufstieg wiederverwendbarer Trägerraketen und Raumfahrzeuge in den 2010er und 2020er Jahren. Es kam durch den Erfolg von Unternehmen wie SpaceX als Auftragnehmer des öffentlichen Sektors zu einem Durchbruch für private Raumfahrtunternehmen. Die Kosten und Eintrittsbarrieren sanken für die Weltraumwirtschaft dadurch erheblich und von 2013 auf 2023 stieg die jährliche Anzahl der in den Weltraum beförderten Objekte von 210 auf 2.664, wobei private Unternehmen (hauptsächlich SpaceX) für einen großen Teil dieses Anstiegs verantwortlich waren. In Ergänzung zu den bestehenden Nutzungsmöglichkeiten der Raumfahrt wie Erdbeobachtung und wissenschaftliche Forschung wurden damit neue kommerzielle Möglichkeiten eröffnet. So arbeiten mehrere Unternehmen wie Amazon (Projekt Kuiper), Eutelsat OneWeb und SpaceX (Starlink) an einem globalen Internetzugang über Satellit. SpaceX verkündete im September 2024 bereits vier Millionen Kunden in über 100 Ländern für seinen globalen Satelliteninternetdienst Starlink zu haben. Im selben Monat erfolgte der erste privat finanzierte Weltraumspaziergang, ebenfalls durch SpaceX.

## Zukunftspotenzial
Die Weltraumwirtschaft wurde als eine zukünftige Wachstumsbranche genannt. Eine gemeinsame Studie von McKinsey & Company und dem Weltwirtschaftsforum von 2024 ging von einem Wachstum der Weltraumwirtschaft von damals 630 Milliarden US-Dollar auf 1,8 Billionen US-Dollar im Jahr 2035 aus. Das prognostiziertes Wachstum von 9 Prozent jährlich wäre damit dreimal höher als das im selben Zeitraum prognostizierte Wachstum der Weltwirtschaft. So wird Satellitendiensten eine große Rolle für die Entwicklung von autonomen Fahren und der Industrie 4.0 zugeschrieben, welche auf präzise Echtzeitdaten angewiesen sind. Auch die Erd- und Wetterbeobachtung besitzt vielfältige kommerzielle Anwendungsmöglichkeiten.
Es gibt eine Reihe von möglichen künftigen Feldern der Weltraumwirtschaft, deren Umsetzung von konkreten Plänen bis hin zu fernen Visionen reichen. Dazu gehören:
- Weltraumtourismus[16]
- Weltraumgestützte Solarenergie
- Asteroidenbergbau

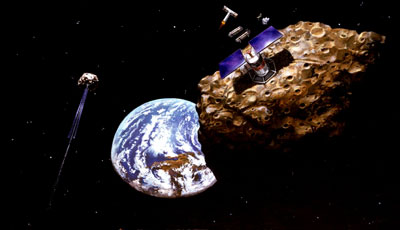
Künstlerische Darstellung von Asteroidenbergbau

- Künstlerische Darstellung von AsteroidenbergbauFertigung im Weltall unter Ausnutzung der Vorteile der Schwerelosigkeit[17]
- Weltraumkolonisierung und Terraforming von Himmelskörpern[18]

Einige Ökonomen haben das Wachstum der Weltraumwirtschaft als möglichen Lösungsansatz für die Überwindung von wirtschaftlicher Stagnation auf der Erde ausgemacht. Unternehmer wie Elon Musk oder Jeff Bezos haben sich für die Kolonisierung des Weltraums ausgesprochen.

## Rechtlicher Rahmen
Der Weltraumvertrag von 1967 stellte einen ersten Versuch dar, ein internationales Weltraumrecht zu kodifizieren. Der Vertrag gestattet allen Staaten die friedliche Nutzung des Weltraums, verbietet jedoch eine nationale Aneignung von Himmelskörpern und ist unklar hinsichtlich der Ausbeutung von Rohstoffvorkommen auf anderen Planeten.
Im Jahr 2015 verabschiedete der US-Kongress ein Gesetz, das es amerikanischen Unternehmen ausdrücklich erlaubt, Ressourcen vom Mond und Asteroiden zu nutzen, den Commercial Space Launch Competitiveness Act. Luxemburg verabschiedete 2017 das Weltraumressourcengesetz, welches ebenfalls die private Aneignung von Ressourcen und Rohstoffen im Weltall erlaubt, weshalb das Gesetz als völkerrechtswidrig kritisiert wurde.
Im Artemis Accords vom 13. Oktober 2020 unterzeichneten die US-Regierung mit verschiedenen anderen Staaten einen Vertrag, der der US-amerikanischen Rechtsinterpretation des Weltraumvertrags folgt, der die private Aneignung von Ressourcen von Himmelskörpern erlaubt, nicht jedoch die der Himmelskörper selbst. Bis Ende 2024 hatten 48 Staaten den Vertrag unterschrieben, darunter auch Deutschland. Der Vertrag wurde besonders hart von Russland kritisiert, das eine „Mondinvasion“ befürchtete. Chinesische Staatsmedien verglichen die Abkommen mit „den Methoden der europäischen Kolonialherren, die sich Land aneignen“.

## Bedeutende Unternehmen
Im Bereich der Raumfahrt waren 2021 weltweit knapp 10.000 Unternehmen tätig, davon hatte mehr als die Hälfte ihren Hauptsitz in den Vereinigten Staaten. Deutschland belegte den vierten Platz mit knapp vier Prozent aller Unternehmen in diesem Bereich. Zu den bekannten Raumfahrtunternehmen gehören:

### International
- Airbus
- Arianespace
- Axiom Space
- BAE Systems
- Blue Origin
- Boeing
- China Aerospace Science and Industry Corporation
- China Aerospace Science and Technology Corporation
- Firefly Aerospace
- Lawotschkin
- Leonardo S.p.A.
- Lockheed Martin
- Maxar Technologies
- Northrop Grumman Space Systems
- Orbital Sciences
- Planet Labs
- Relativity Space
- Rocket Lab
- RTX Corporation
- Sierra Nevada Corporation
- Space Adventures
- SpaceX
- Thales Alenia Space
- United Launch Alliance
- Virgin Galactic

### Deutschland
- Airbus Defence and Space
- Astro- und Feinwerktechnik
- German Offshore Spaceport Alliance
- German Orbital Systems
- MT Aerospace
- Planetary Transportation Systems
- Rocket Factory Augsburg
- The Exploration Company

## Risiken

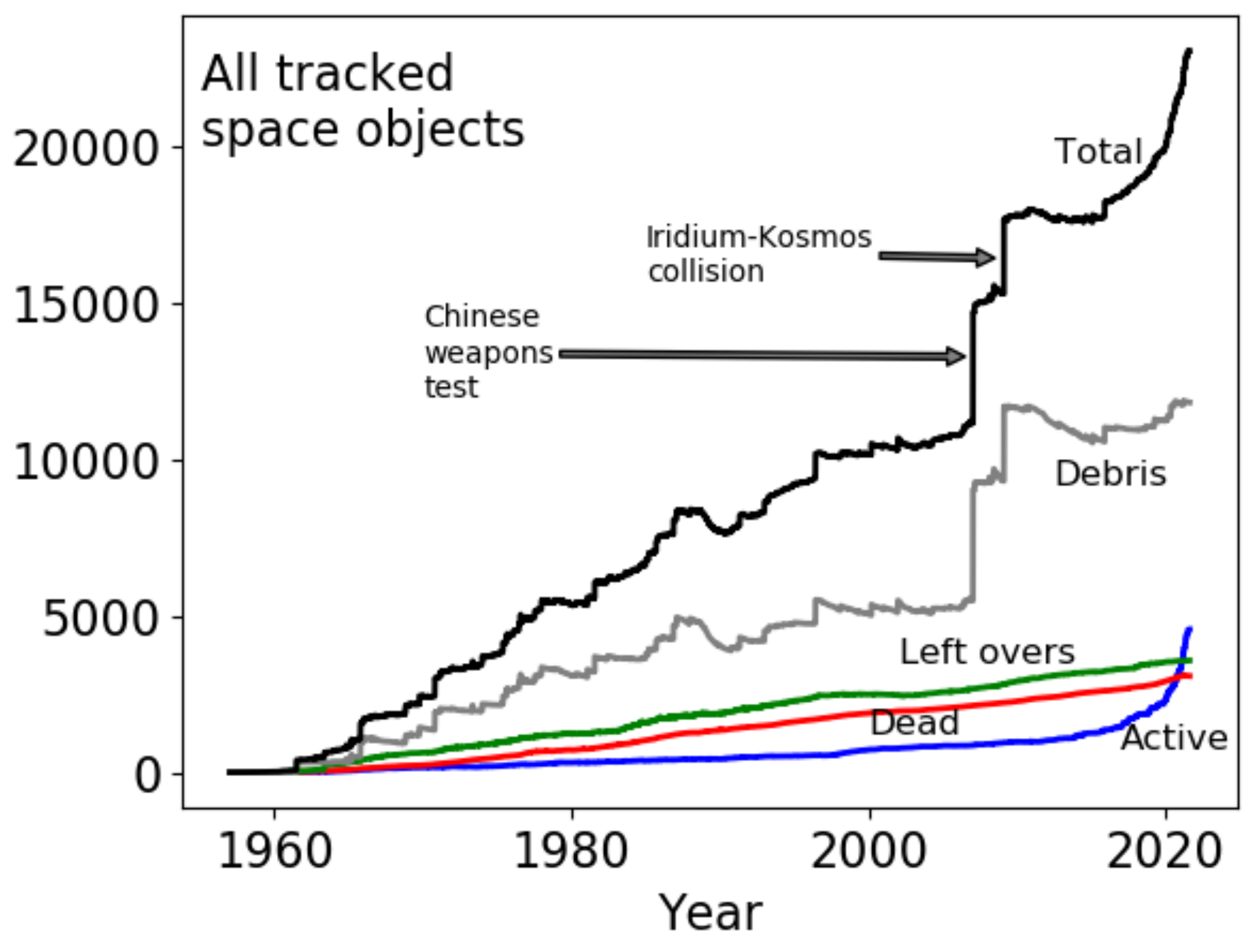
Entwicklung von Objekten im Weltraum, einschließlich Weltraummülls

Wie auch bei wirtschaftlicher Tätigkeit auf der Erde durch z. B. Umweltverschmutzung können durch die mit der Weltraumwirtschaft verbundenen Aktivitäten negative Externalitäten entstehen. So kommt es z. B. durch Weltraumschrott zu einer regelrechten Vermüllung des Weltraums, ein Problem, welches durch die steigende Anzahl der Objekte in der Erdatmosphäre verschärft wird. Millionen kleiner Fragmente und Trümmerteile von Satelliten und Raketen umkreisen die Erde und erhöhen die Kollisionsgefahr. Ein weiteres Problem ist die durch die steigende Zahl an Satelliten ausgelöste Veränderung des Nachthimmels, welche die astronomische Beobachtung auf der Erde erschweren könnten. Allein zwischen 2012 und 2022 stieg die Anzahl der aktiven Satelliten um das Siebenfache.
Auch durch den Abbau von Rohstoffen könnten Schäden auf Himmelskörpern entstehen, bevor diese ausreichend wissenschaftlich erforscht wurden. Durch Bergbauaktivitäten auf Asteroiden könnten zudem Trümmerfelder entstehen, die zu einer Gefahr für andere Satelliten und Raumschiffe werden könnten.